# والنزانو
والنزانو (به ایتالیایی: Valenzano) یک کومونه در ایتالیا است که در استان باری واقع شده‌است. والنزانو ۱۵ کیلومتر مربع مساحت و ۱۸٬۳۰۵ نفر جمعیت دارد و ۸۵ متر بالاتر از سطح دریا واقع شده‌است.